# Physocephala zaitzevi
Physocephala zaitzevi är en tvåvingeart som beskrevs av Zimina 1979. Physocephala zaitzevi ingår i släktet Physocephala och familjen stekelflugor. Inga underarter finns listade i Catalogue of Life.